# Spy (filme)
Spy (Brasil: A Espiã Que Sabia de Menos / Portugal: Spy) é um filme de comédia de ação estadunidense escrito e dirigido por Paul Feig. O enredo gira em torno de Melissa McCarthy como Susan Cooper, uma analista da CIA, que acaba se tornando espiã. O filme foi lançado nos Estados Unidos e no Canadá em 05 de junho de 2015.

## Enredo
Susan Cooper é um analista da CIA orientada para ir junto com o seu parceiro, o Agente Bradley Fine, para uma missão em Varna a partir de um escritório da CIA na área de Washington, DC. Belas mata acidentalmente Tihomir Boyanov sem antes encontrar as armas nucleares, cuja localização é conhecida apenas por Boyanov. Enquanto isso, a agência descobre que a filha de Boyanov, Rayna, pode saber a localização do dispositivo de seu pai, para que eles enviem Fone para se infiltrar em sua casa. No entanto, Rayna atira e mata Fone, enquanto Susan assiste online. Rayna sabe as identidades de todos os principais agentes da agência, incluindo Fine e Rick Ford. Susan, que é desconhecida para Rayna, voluntaria-se para se tornar um agente de campo e seu chefe, Elaine Crocker, concorda. Ford fica em desgosto por Susan ser escolhida para a atribuição.
Susan é enviado para Paris para espionar Sergio De Luca. Ford também aparece e Susan vê um assassino que trabalha para De Luca e um de seus contatos, a troca de mochila de Ford por um com uma bomba no seu interior. Susan adverte Ford, em seguida, pega-se ao assassino, mas ele é morto quando eles lutam. Susan De Luca segue para Roma, onde conhece seu contato Aldo, um informante italiano suave que faz avanços inadequados em relação a ela. Susan encontra Rayna em um cassino, impede o assassinato de Rayna, e torna-se parte de seu círculo íntimo. Quando eles voam em seu avião particular para Budapeste, o mordomo mata o guarda-costas e pilotos e tenta matar Rayna, mas Susan subjuga ele e pousa o avião em Budapeste.
Rayna acredita que Susan é uma espiã da CIA, mas Susan convence de que seu pai contratou-la para ser guarda-costas de Rayna. Em Budapeste, o melhor amigo do encontro de dois Susan, Nancy, que é enviada por Crocker para fornecer uma cópia. Depois de ser baleada na rua, Susan ordena Nancy para manter Rayna em segurança enquanto ela persegue veículo do atirador. O atirador acaba por ser agente duplo da CIA Karen Walker, que vendeu Rayna os nomes dos agentes. Quando ela está prestes a atirar em Susan, Walker é morto por um atirador desconhecido. Mais tarde naquela noite, Susan e Nancy acompanham Rayna para uma festa. O contato é associado da De Luca, Lia. Nancy cria uma distração para Susan pode lutar com Lia, que é um assassino habilidoso. Fine aparece e mata Lia, então revela que ele forjou a sua morte para que ele pudesse se tornar amante de Rayna.
Depois que Susan é capturada, Fine revela a ela que ele falsificou a morte para conhecer a localização do dispositivo, o que só poderia acontecer se ele ganhasse a confiança de Rayna. Susan escapa, se apresenta como uma agente duplo, e acompanha Rayna e Fine na mansão de De Luca. O terrorista Solsa Dudaev e seus homens chegam para comprar o dispositivo por uma mala cheia de diamantes. Rayna então revela a localização do dispositivo. No entanto, De Luca, agora na posse do dispositivo, duvida que Dudaev pode contrabandear-lo com segurança para os Estados Unidos, então o mata junto com os seus homens e mantém os diamantes. De Luca tem a intenção de vender o aparelho a alguém que possa transportá-lo para cidade de Nova York em uma semana. Como De Luca está prestes a matar Rayna, Ford aparece e distrai-lo, permitindo que Susan salve a vida de Rayna novamente.
De Luca foge com o dispositivo e os diamantes em seu helicóptero, com Susan e Ford agarrados ao trem de pouso. Ford perde o controle e cai no lago, deixando Susan para confrontar De Luca no helicóptero sozinha. Depois de Nancy e Aldo chegarem em um helicóptero e ajudar Susan a matar De Luca, Crocker mostra-se para recuperar o dispositivo. Rayna é presa, mas está implícito que ela chegou a gostar de Susan como uma amiga. Depois de Aldo revelar a Susan que seu verdadeiro nome é Albert e ele é um Agente MI6, ele a convida para jantar e eles devem caminhar, em Londres, que Susan aceita. Susan recusa uma oferta semelhante de Fine e em vez opta por sair em uma noite das meninas com Nancy. Na manhã seguinte, é mostrado Susan gritando depois de acordar no meio de garrafas de champanhe vazias e percebendo que ela dormiu com Ford.

## Elenco
- Melissa McCarthy como Susan Cooper
- Jason Statham como Rick Ford
- Rose Byrne como Rayna Boyanov
- Jude Law como Bradley Fine
- Miranda Hart como Nancy B. Artingstall
- Bobby Cannavale como Sergio De Luca
- Allison Janney como Elaine Crocker
- Peter Serafinowicz como Aldo
- Morena Baccarin como Karen Walker
- Richard Brake como Solsa Dudaev
- Björn Gustafsson como Anton
- Nargis Fakhri como Lia
- 50 Cent como ele mesmo
- Will Yun Lee como Timothy Cress
- Carlos Ponce como Matthew Wright
- Michael McDonald como Patrick
- Verka Serduchka como ele mesmo
- Zach Woods como Homem da Gravata Rocha
- Jessica Chaffin como Sharon
- Jamie Denbo como Recepcionista do Cassino
- Ben Falcone como Turista Americano
- Paul Feig como Hóspede Bêbado no Hotel de Paris

## Produção

### Desenvolvimento
Em 18 de junho de 2013, foi anunciado que Paul Feig estava desenvolvendo Susan Cooper, um filme de espionagem de comédia do sexo feminino, para a 20th Century Fox. Feig planeja escrever e dirigir o filme, e estava procurando uma atriz principal. Em 12 de novembro de 2013 Fox anunciou a data de lançamento do filme em 22 de maio de 2015. Em 28 de março de 2014, o título do filme foi alterado para Spy. Peter Chernin e Jenno Topping também irão produzir o filme com Chernin Entertainment.

### Escolha do elenco
Em 25 de julho de 2013, foi confirmado que Melissa McCarthy estava em negociações para interpretar o papel-título de Susan Cooper, uma versão cômica feminina de James Bond. Em 17 de outubro, Rose Byrne, também se juntou ao elenco do filme. em 21 de outubro, foi relatado que Jason Statham se reuniu com Feig para iniciar as conversações sobre fazer parte do elenco, e mais tarde viria a juntar-se em 26 de fevereiro de 2014. Em 06 de março de 2014, foi noticiado que o ator Jude Law estava em negociações finais para se juntar ao elenco do filme. Miranda Hart, 50 Cent, Bobby Cannavale, Morena Baccarin e Allison Janney também se juntaram ao elenco.

### Filmagens
As filmagens começaram em 31 de março de 2014, em Budapeste, Hungria. Em 27 de maio, as filmagens ainda estavam em andamento em Budapeste e que estava prestes a encerrar em breve.

## Lançamento
O filme estava programado para ser lançado em 22 de maio de 2015, pela 20th Century Fox, mas foi adiado para 5 de junho de 2015.

## Recepção

### Bilheteria
Spy arrecadou US$110,8 milhões de dólares na América do Norte e US$125,6 milhões de dólares em outros territórios para um total mundial de US$236.4 milhões de dólares, contra um orçamento de 65 milhões de dólares.
Na América do Norte, o filme fez US$1,5 milhões nas suas primeiras exibições na quinta-feira e um número estimado de US$10,3 milhões de dólares no dia da abertura em 3711 cinemas, vindo em segundo lugar nas bilheterias atrás de Insidious: Chapter 3. O filme liderou a bilheteria em seu fim de semana de estréia ganhando 29,1 milhões de dólares.
Fora da América do Norte, Spy abriu em dez mercados estrangeiros em 22 de maio de 2015, ganhando US$12,7 milhões em sua semana de estréia em 1810 telas, e chegando em quarto lugar nas bilheterias (atrás de Mad Max: Fury Road, Tomorrowland, e Pitch Perfect 2). No Reino Unido, Irlanda e Malta, que abriu com US$4,1 milhões. O filme teve aberturas de sucesso na Coreia do Sul (4,8 milhões de dólares), na Rússia (3,2 milhões), Austrália (2,9 milhões), México (1,6 milhões) e Taiwan (1,3 milhões de dólares).

### Resposta da crítica
Spy tem recebido elogios dos críticos. O site Rotten Tomatoes lista um índice de aprovação de 93%, com base em 205 avaliações, com uma média de classificação de 7,2/10. No Metacritic, que atribui uma classificação normalizada, o filme tem uma pontuação de 75 em 100, com base em 40 críticos, indicando "avaliações geralmente favoráveis". O desempenho de Melissa McCarthy ganhou aclamação da crítica, com vários críticos afirmando que é seu melhor papel até o momento.

### Prêmios
| Prêmio                 | Categoria                          | Recebedor(s)                       | Resultado |
| ---------------------- | ---------------------------------- | ---------------------------------- | --------- |
| Golden Globe Awards    | Melhor Filme - Comédia ou Musical  | Melhor Filme - Comédia ou Musical  | Indicado  |
| Golden Globe Awards    | Melhor Atriz - Comédia ou Musical  | Melissa McCarthy                   | Indicado  |
| Critics' Choice Awards | Melhor Filme de Comédia            | Melhor Filme de Comédia            | Indicado  |
| Critics' Choice Awards | Melhor Atriz em Comédia            | Melissa McCarthy                   | Indicado  |
| Critics' Choice Awards | Melhor Ator em Comédia             | Jason Statham                      | Indicado  |
| Teen Choice Awards     | Comédia de Verão                   | Comédia de Verão                   | Indicado  |
| Teen Choice Awards     | Atriz em Comédia de Verão          | Melissa McCarthy                   | Indicado  |
| Teen Choice Awards     | Chilique                           | Melissa McCarthy                   | Indicado  |
| Teen Choice Awards     | Vilão                              | Rose Byrne                         | Indicado  |
| People's Choice Awards | Filme de Comédia Favorito          | Filme de Comédia Favorito          | Indicado  |
| People's Choice Awards | Atriz Favorita em Filme de Comédia | Melissa McCarthy                   | Venceu    |
| MTV Movie Awards       | Melhor Desempenho em Comédia       | Melissa McCarthy                   | Indicado  |
| MTV Movie Awards       | Melhor Luta                        | Melissa McCarthy vs. Nargis Fakhri | Indicado  |